# إيرل أ. بريتشارد
إيرل أ. بريتشارد (بالإنجليزية: Earl A. Pritchard)‏ هو مدرب كرة سلة أمريكي، (ولد في كانساس سيتي في الولايات المتحدة 1884  م).